# Primus pilus
Primus Pilus era il titolo detenuto nell'esercito romano dal primo Centurione della legione, ovvero il capo di tutti i centurioni.
Il primus pilus o primipilus era l'unico tra tutti i gradi interni alla legione che potesse essere equiparato al grado di ufficiale secondo il significato moderno ed era a capo della prima centuria della prima coorte.
Era normalmente l'ufficiale anziano che conquistava il suo ambitissimo status grazie ai meriti sul campo. Tuttavia, come per ogni cosa all'interno dell'esercito romano, in alcuni periodi la carica poteva essere concessa d'autorità, ovvero senza meriti, ma come carriera politica prima ancora che militare.
Non se ne conoscono gli esatti ruoli, né i suoi effettivi poteri all'interno alla legione. Per la maggior parte degli studiosi il primus pilus era l'ultimo tra gli ufficiali superiori (legati, prefetti e tribuni), e il suo ruolo diventava effettivo solamente in battaglia, comandando la prima centuria. Va tuttavia ricordato il ruolo che la prima coorte aveva in seno alla legione rappresentando la coorte fidata del comandante e quindi una sorta di guardia speciale.
Chi era stato primipilo veniva chiamato primipilare e veniva iscritto dopo il congedo all'ordine equestre e poteva aspirare alla pretura.